# Glyphostoma gratulum
Glyphostoma gratulum é uma espécie de gastrópode do gênero Glyphostoma, pertencente a família Conidae.